# Étoile supergéante
 (janvier 2008).
Si vous disposez d'ouvrages ou d'articles de référence ou si vous connaissez des sites web de qualité traitant du thème abordé ici, merci de compléter l'article en donnant les références utiles à sa vérifiabilité et en les liant à la section « Notes et références ».
| Classes de luminosité dans le diagramme de Hertzsprung-Russell. Les supergéantes correspondent aux classes Ia et Ib. |
| Diagramme de Hertzsprung-Russell Type spectral Naines brunes Naines blanches Sous-naines Séquence principale · ("naines") Sous-géantes Géantes Étoiles géantes lumineuses Supergéantes Hypergéantes Magnitude · absolue · (MV) |

Une (étoile) supergéante est un type d'étoile très massive, d'environ 10 à 70 masses solaires.

## Caractéristiques
Dans le diagramme de Hertzsprung-Russell, les supergéantes occupent le haut du diagramme. Dans la classification MKK, les supergéantes peuvent être de classe Ia (supergéantes très lumineuses) ou Ib (supergéantes moins lumineuses). Typiquement, la magnitude bolométrique absolue d'une supergéante est comprise entre -5 et -12.
La masse des supergéantes varie entre 10 et 70 masses solaires et leur luminosité de 30 000 à plusieurs centaines de milliers de fois la luminosité solaire. Elles varient fortement en taille, entre 30 et 500, voire plus de 1 000 rayons solaires. La loi de Stefan-Boltzmann implique que la surface plus froide des supergéantes rouges rayonne moins d'énergie par unité de surface que les supergéantes bleues ; pour une luminosité donnée, les supergéantes rouges sont donc plus grandes que les supergéantes bleues.
Les supergéantes existent dans tous les types spectraux, depuis les jeunes supergéantes bleues de classe O aux supergéantes rouges de classe M, fortement évoluées.
La modélisation des supergéantes est un domaine de recherche toujours d'actualité ; elle est compliquée par divers facteurs comme la prise en compte de la perte de masse par l'étoile au cours du temps. Plutôt que de modéliser des étoiles individuelles, la tendance actuelle est à la modélisation d'amas d'étoiles et à la comparaison des modèles résultants avec la distribution observée de supergéantes dans les galaxies comme dans les nuages de Magellan.

## Évolution
Les étoiles de type O ainsi que les étoiles les plus massives de type B deviennent des étoiles supergéantes. En conséquence de leur masse élevée, les supergéantes n'ont qu'une durée de vie très courte, de l'ordre de 10 à 50 millions d'années, et ne sont observées que dans les structures cosmiques jeunes, comme les amas ouverts, les bras des galaxies spirales et les galaxies irrégulières. Elles ne sont pas observées dans les noyaux des galaxies spirales, les galaxies elliptiques ou les amas globulaires, structures supposées composées d'étoiles anciennes.
Selon le consensus actuel, les supergéantes effectuent des aller-retour plus ou moins horizontaux le long du diagramme de Hertzsprung-Russell. Pendant un certain temps, on a cru que, vers la fin de leur vie, ces étoiles devenaient des supergéantes rouges, juste avant d'exploser en supernova. Néanmoins, l'étoile à l'origine de la supernova SN 1987A était une supergéante bleue ; il semblerait qu'elle fut une supergéante rouge avant de perdre ses couches externes à cause de son vent stellaire.
On pense que l'univers primitif contenait un grand nombre d'étoiles considérablement plus brillantes et plus massives que celles que l'on observe actuellement. Ces étoiles faisaient partie de la classe théorique des étoiles de population III. Dans l'état actuel de nos connaissances, leur existence est nécessaire pour expliquer l'observation d'éléments autres que l'hydrogène et l'hélium dans les quasars.

## Exemples

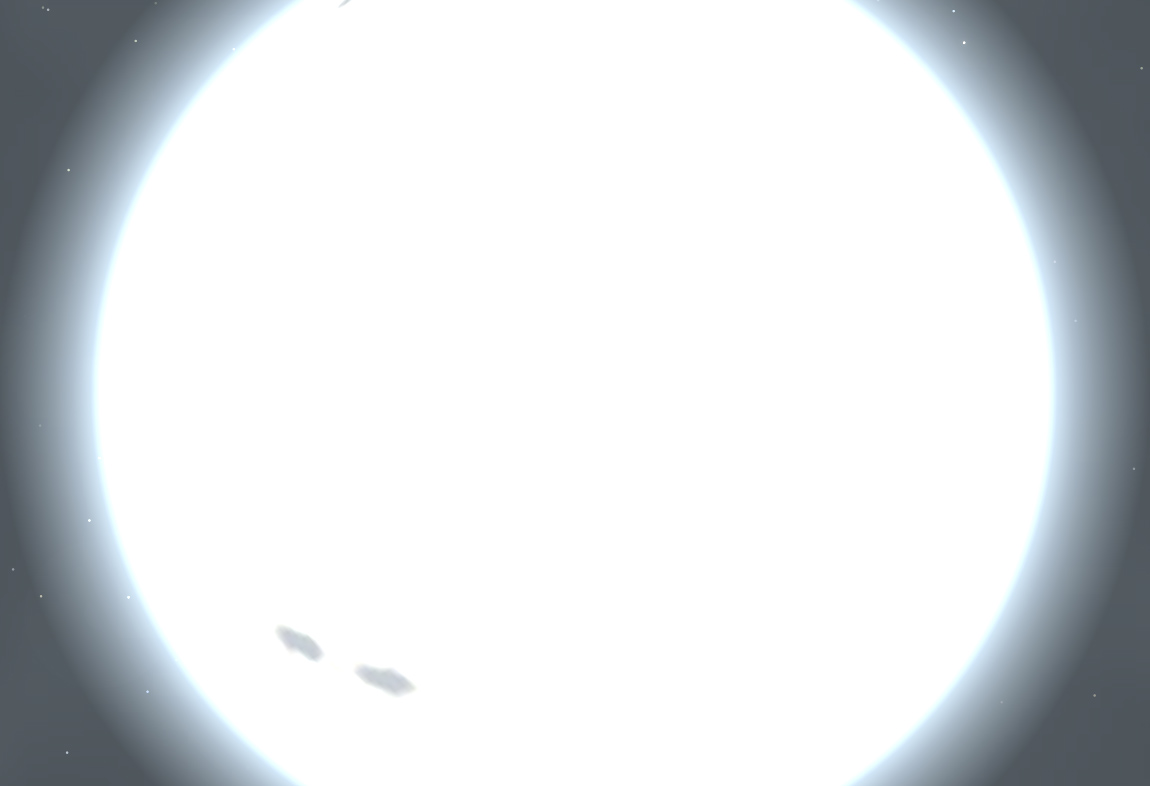
Représentation d'une supergéante bleue.

Bételgeuse et Antarès sont des exemples de supergéantes rouges ; Rigel est une supergéante bleue typique.
Actuellement, la plupart des étoiles connues les plus grandes en taille physique (pas en masse ou en luminosité) sont des supergéantes : V354 Cephei, KW Sagittarii, KY Cygni et μ Cephei.
Située à 310 années-lumière, Canopus est la supergéante la plus proche du système solaire.
La supergéante bleue Sanduleak −69 202 était le progéniteur de la supernova SN1987A.